# Nina Baryłko-Pikielna

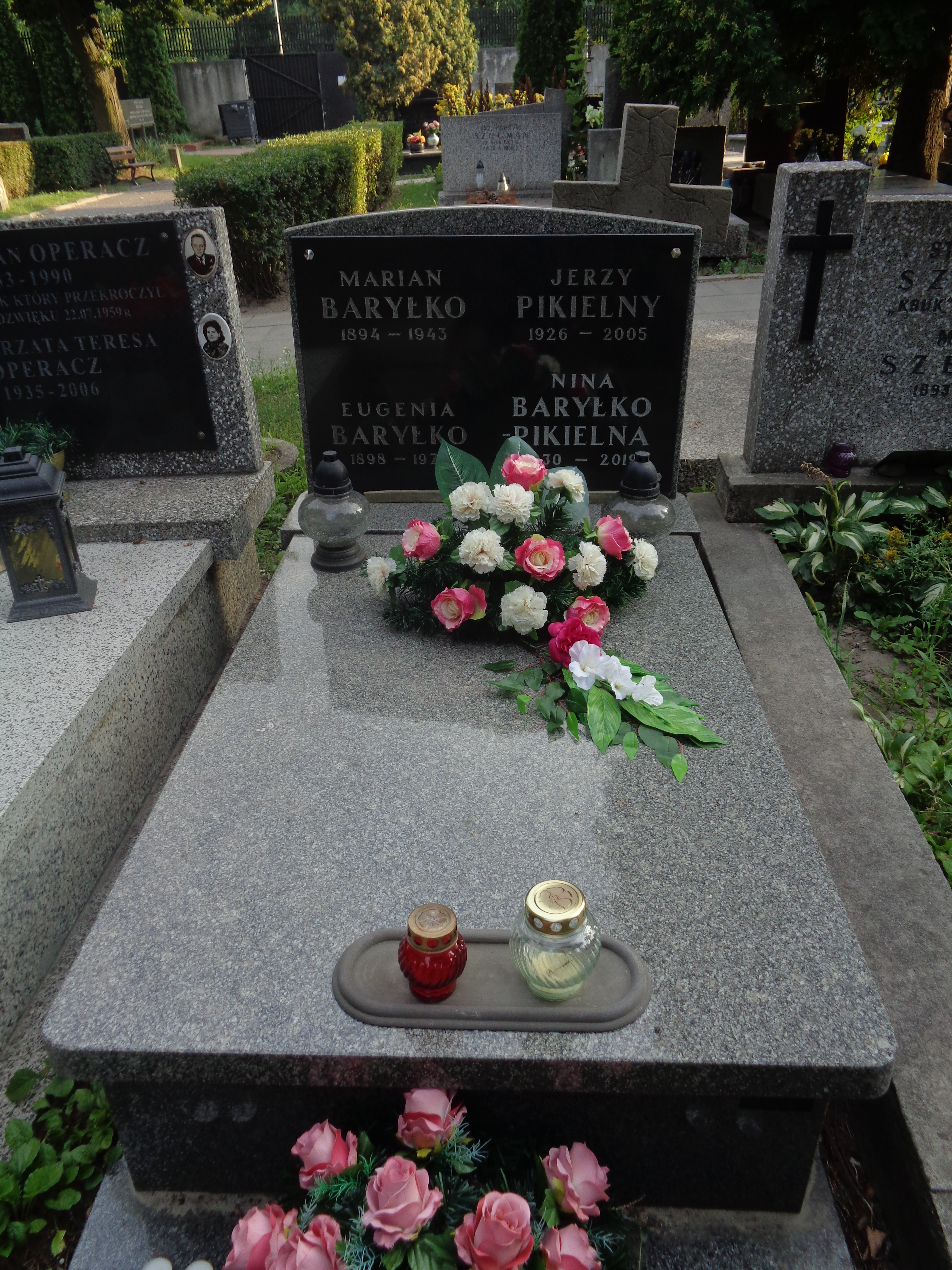
Grób Niny Baryłko Pikielnej

Nina Maria Baryłko-Pikielna (ur. 2 stycznia 1930 w Warszawie, zm. 26 maja 2019 tamże) – polska specjalistka w dziedzinie badań jakości artykułów żywnościowych, a przede wszystkim sensorycznych analiz jakości, profesor nauk rolniczych, związana z Instytutem Żywności i Żywienia im. prof. Aleksandra Szczygła i SGGW w Warszawie oraz Instytutem Rozrodu Zwierząt i Badań Żywności PAN w Olsztynie.

## Życiorys
Córka Mariana i Eugenii. Ukończyła studia na Wydziale Chemicznym Politechniki Gdańskiej w roku 1955. Już w czasie studiów rozpoczęła badania naukowe w Katedrze Technologii Produktów Zwierzęcych. Jej kierownikiem był Damazy Tilgner, specjalista w dziedzinie analizy sensorycznej, autor podręcznika „Analiza organoleptyczna żywności”, wydanego w roku 1957 przez Wydawnictwo Przemysłu Lekkiego i Spożywczego, który był pierwszą w Polsce i jedną z pierwszych na świecie książek na temat metodyki sensorycznych ocen jakości produktów przemysłu spożywczego. Po ukończeniu studiów kontynuowała, w latach 1955–1959, pracę naukową w zespole prof. Tilgnera, zajmując się przede wszystkim problemami analizy sensorycznej.
W roku 1959 otrzymała stanowisko kierownika Pracowni Analizy Sensorycznej w Instytucie Przemysłu Mięsnego w Warszawie. Pracownia została przekształcona wkrótce w Zakład Badania Jakości.
W roku 1962 uzyskała stopień doktora nauk technicznych (przewód doktorski przeprowadzony na Politechnice Gdańskiej), a w roku 1964 – nominację na samodzielnego pracownika naukowo-badawczego, po czym odbyła roczny staż naukowy w Uniwersytecie Kalifornijskim, w zespole Rose Marie Pangborn. W roku 1971 została zatrudniona na stanowisku kierownika Zakładu Technologii Żywności w Instytucie Żywności i Żywienia w Warszawie (w Zakładzie wydzielono Pracownię Analizy Sensorycznej). Prowadziła również zajęcia dydaktyczne w SGGW i na kursach branżowych. W roku 1975 wydała pracę Zarys analizy sensorycznej żywności, która była drugim w Polsce podręcznikiem dotyczącym tej nowej specjalności naukowej. Tytuł naukowy profesora otrzymała w roku 1987 (dziedzina: nauki rolnicze).
W kolejnych latach współtworzyła Pracownię Analizy Sensorycznej w Instytucie Rozrodu Zwierząt i Badań Żywności PAN w Olsztynie i prowadziła badania naukowe w tej jednostce.
Była promotorem prac doktorskich:
- Anna Wojtasik (1997), Rola danych o spożyciu żywności w oszacowaniach pobrania metali ciężkich,
- Eliza Kostyra (2003), Interakcje dodatków aromatyzujących ze składnikami żywności i ich efekty sensoryczne (na przykładzie preparatów dymu wędzarniczego)[12],
- Agnieszka Szczepańska (2007), Czynniki warunkujące preferencje konsumenckie i jakość sensoryczną kulinarnego mięsa wieprzowego.

Odeszła na emeryturę w roku 2001. Od 2002 była związana z Wydziałem Nauk o Żywieniu Człowieka i Konsumpcji SGGW, jako wykładowca i konsultant naukowy (przede wszystkim w Pracowni Analizy Sensorycznej SGGW).
W roku 1990 otrzymała tytuł doctor honoris causa Uniwersytetu Helsińskiego (Faculty of Agriculture and Forestry). Była członkiem honorowym PAN (Wydział II Nauk Biologicznych i Rolniczych, Komitet Nauk o Żywności), członkiem i wiceprezydentem Food Chemistry and Technology Committee of PAS i Polskiego Towarzystwa Technologów Żywności oraz członkiem zespołów redakcyjnych dwóch specjalistycznych czasopism naukowych. Została pochowana na Cmentarzu Wojskowym na Powązkach (kwatera 38A-3-1)

## Publikacje (wybór)
Książki w Bazie Biblioteki Narodowej (autorstwo, tłumaczenia, konsultacja naukowa)
- Nina Baryłko-Pikielna, Zarys analizy sensorycznej żywności, Warszawa 1975,
- Nina Baryłko-Pikielna, Stanisław Tyszkiewicz, Stan zanieczyszczenia żywności w Polsce na tle sytuacji światowej i kierunki przeciwdziałania, Warszawa 1985
- Nina Baryłko-Piekielna, Czesław Kierebiński, Stanisław Tyszkiewicz: Ocena poziomu skażenia żywności jako skutku skażenia środowiska (Polska Akademia Nauk. Komitet Technologii i Chemii Żywności), Warszawa 1985,
- Żywność (przekł. z fr. J. Dębska, konsultacja nauk. Nina Baryłko-Pikielna) [w:] Ciało i zdrowie (konsultacja nauk. Kazimierz Jakubowski et al.), Warszawa 1992,
- Helga Drummond (przeł. Nina Pikielna, Zofia Zielińska), W pogoni za jakością, Warszawa 1998,
- Zmysły a jakość żywności i żywienia, red. Jana Gawęckiego i Niny Baryłko-Piekielnej, Poznań 2007,
- Nina Baryłko-Pikielna, Irena Matuszewska: Sensoryczne badania żywności[16], Kraków 2009,

Artykuły naukowe
Nina Baryłko-Pikielna jest autorką ok. 140 artykułów w międzynarodowych i polskich czasopismach naukowych. W latach 2005–2010 ukazały się m.in.
- 2010 – Relationship of pungency and leading flavour attributes in model food matrices – temporal aspects, Food Quality and Preference, E. Kostyra, N. Barylko-Pikielna, U. Dabrowska
- 2009 – Acceptability of scab-resistant versus conventional apple cultivars by Polish adult and young consumers, Journal of the Science of Food and Agriculture, K. Tomala, N. Baryłko-Pikielna, P. Jankowski, K. Jeziorek, G. Wasiak-Zys
- 2007 – The effect of fat levels and guar gum addition in mayonnaise-type emulsions on the sensory perception of smoke-curing flavour and salty taste, Food Quality and Preference, E. Kostyra, N. Baryłko-Pikielna
- 2007 – Sensory interaction of umami substances with model food matrices and its hedonic effect, Food Quality and Preference (współautor: E. Kostyra)
- 2006 – Volatiles composition and flavour profile identity of smoke flavourings, Food Quality and Preference (współautor: Eliza Kostyra)
- 2006 – Volatiles composition and flavour profile identity of smoke flavouring, Food Quality and Preference (współautor: E. Kostyra)
- 2006 – Investigation of astringency of extracts obtained from selected tannins-rich legume seeds, Food Quality and Preference (współautorzy:A. Troszyńska, R. Amarowicz, G. Lamparski, A. Wołejszo)
- 2005 – Perception of sodium chloride taste in pregnant women with and without essential hypertension, American Journal of Hypertension (współautorzy: Joanna Niegowska, Michal J. Wac, Louis G. Keith)
- 2004 – Współczesne trendy wyboru i akceptacji żywności, Przemysł Spożywczy (współautor: E. Kostyra)